# 22. vestlige længdekreds
Den 22. vestlige længdekreds (eller 22 grader vestlig længde) er en længdekreds, der ligger 22 grader vest for nulmeridianen. Den løber gennem Ishavet, Grønland, Island, Atlanterhavet, det Sydlige Ishav og Antarktis.